# Estrela de Alagoas
Estrela de Alagoas es un municipio brasileño del Estado de Alagoas. Su población estimada en 2004 era de 16.729 habitantes.